# Alexis Ajinça
Alexis Ajinça (* 6. Mai 1988 in Saint-Étienne, Frankreich) ist ein ehemaliger französischer Basketballspieler. Er wurde 2013 Europameister.

## Karriere
Ajinça spielte bei Élan Béarnais Pau-Lacq-Orthez, bevor er 2007 zu Hyères-Toulon Var Basket wechselte. 2008 wurde er beim NBA-Draft 2008 von den Charlotte Bobcats an 20. Stelle ausgewählt. In Charlotte erhielt er wenig Spielzeit und wurde oft an die Ausbildungsmannschaften, Sioux Falls Skyforce und Maine Red Claws, in die D-League, abgestellt. In der Saison 2010/11 spielte er erst bei den Dallas Mavericks, dann bei den Toronto Raptors. Er kehrte im Sommer 2011 nach Frankreich zurück und spielte erneut für Hyères-Toulon sowie Strasbourg IG. Mit den Elsässern erreichte Ajinça 2013 die Finalserie der französischen Meisterschaft. Am 20. Dezember desselben Jahres kehrte er in die NBA zurück und unterschrieb bei den New Orleans Pelicans. Den höchsten Punkteschnitt seiner Zeit in New Orleans erzielte er in der Saison 2014/15, als er 6,5 Punkte pro Partie erzielte.
Den Beginn des Spieljahres 2017/18 verpasste er wegen Knieproblemen, die im Dezember 2017 eine Operation nötig machten. Aufgrund des Eingriffs verpasste Ajinça das gesamte Spieljahr. Im Vorfeld der Saison 2018/19 wurde er von New Orleans zu den Los Angeles Clippers transferiert, dort aber umgehend Mitte Oktober 2018 wieder aus dem Aufgebot gestrichen. Anfang des Jahres 2019 unterschrieb er einen Vertrag beim französischen Erstligisten ASVEL Lyon-Villeurbanne. Anfang März 2019 trennten sich Ajinca und ASVEL wieder, nachdem der Spieler und Trainer Zvezdan Mitrovic aneinandergeraten waren. Im November 2021 gab er das Ende seiner Laufbahn bekannt. Sein Neffe Melvin Ajinça wurde ebenfalls Berufsbasketballspieler.
Ajinça trat 2023 in den Vereinigten Staaten das Amt des Assistenztrainers bei der Mannschaft Capital City Go-Go in der NBA G-League an. 2024 wurde der Franzose in den Trainerstab der NBA-Mannschaft Washington Wizards aufgenommen.

## Nationalmannschaft
Ajinça spielte ab 2009 für die französische Nationalmannschaft. Mit dieser gewann er 2013 die Europameisterschaft in Slowenien.